# Chajjim Laskow
Chajjim Laskow (ur. 1919, zm. 8 grudnia 1982) – izraelski dowódca wojskowy w stopniu generała porucznika (raw alluf), oficer dyplomowany Sił Obronnych Izraela, w latach 1958–1961 szef Sztabu Generalnego Sił Obronnych Izraela.

## Młodość
Urodził się w miejscowości Borysów w Białoruskiej Socjalistycznej Republice Radzieckiej. Jego ojciec był właścicielem tartaku, który utracił podczas rewolucji lutowej 1917.
W 1925 wraz z rodziną wyemigrował do Mandatu Palestyny. Rodzina zamieszkała w Hajfie, gdzie żyła w skrajnej nędzy. Młody Laskow pomimo ubóstwa uczęszczał do szkół w Hajfie. Ojciec pracował jako woźnica i w 1930 został zabity przez Arabów.

## Kariera wojskowa
W 1938 Chajjim wstąpił do żydowskiej organizacji paramilitarnej Hagana. Początkowo był osobistym posłańcem dowódcy sił Hagany w Hajfie, Ja’akowa Doriego. Następnie został członkiem elitarnych jednostek polowych Hagany – Specjalnych Jednostek Nocnych (SNS) dowodzonych przez Orde’a Wingate’a. W okresie tym poznał podstawowe zasady taktyki ofensywnej wojny. Podczas II wojny światowej w 1940 zaciągnął się jako ochotnik do British Army. Jako dowódca kompanii Brygady Żydowskiej wziął udział w kampanii włoskiej w czasie II wojny światowej. W trakcie tej służby awansował na stopień majora. Po wojnie pozostał przez pewien czas w Europie, organizując nielegalną emigrację ocalonych z Holocaustu Żydów do Palestyny.
Po powrocie do kraju został oficerem szkoleniowym Hagany. Od początku I wojny izraelsko-arabskiej w maju 1948 organizował kursy szkoleniowe dla oficerów. Podczas operacji Bin Nun Bet (30-31 maja) Laskow dowodził batalionem podczas natarcia na Latrun. Zastosowano wówczas zalecaną przez Laskowa technikę walki przy użyciu miotaczy ognia. Podczas operacji Dekel i operacji Hiram dowodził 7 Brygadą Pancerną. W lipcu awansował na pułkownika. W okresie tym poznał swoją przyszłą żonę, Szulammit Lane-Chen.

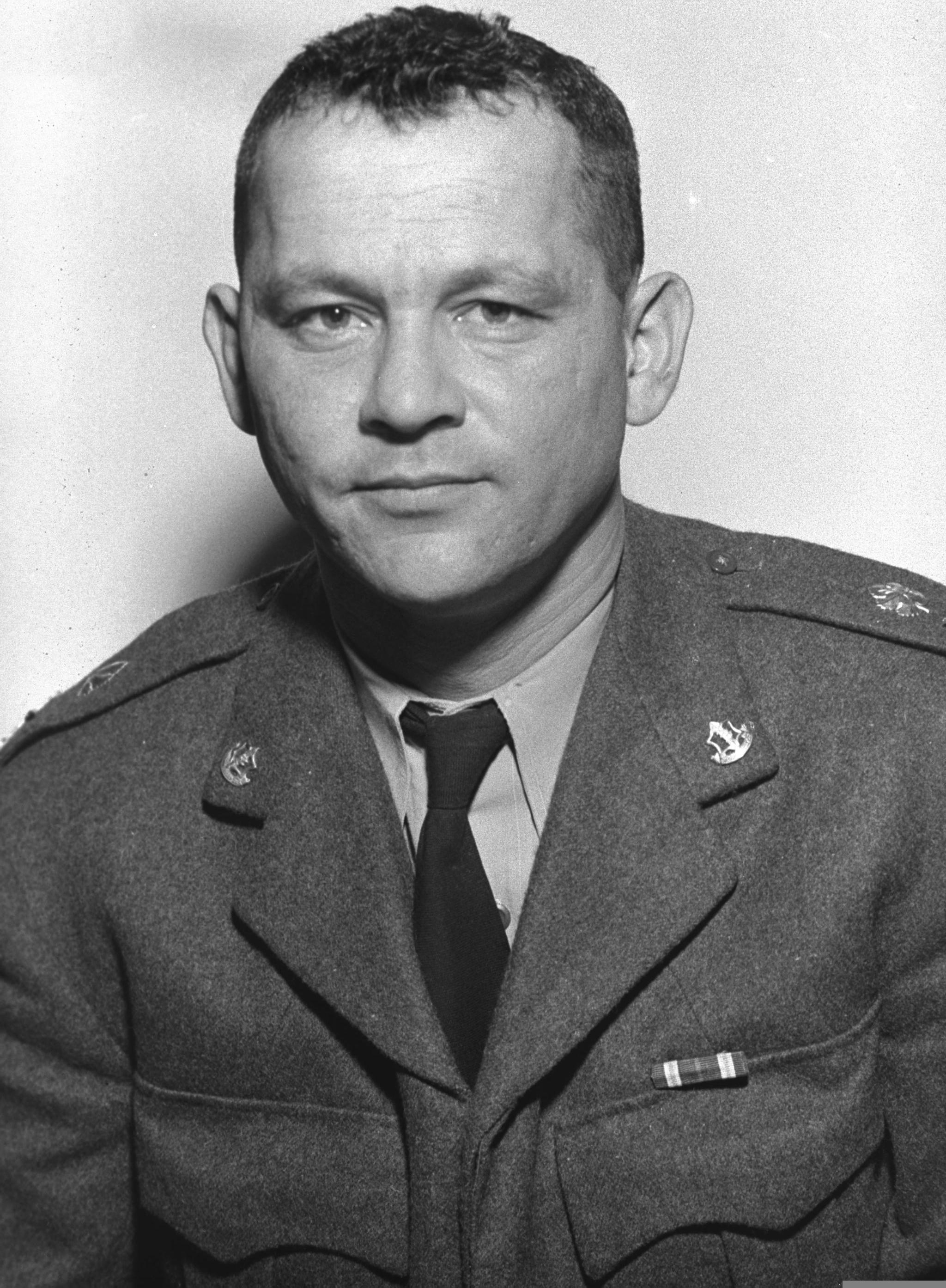
Chajjim Laskow, 1952

Po wojnie objął dowództwo nad wojskowym ośrodkiem szkolenia podstawowego żołnierzy. W latach 1951–1953 pełnił obowiązki dowódcy Sił Powietrznych Izraela. W okresie tym izraelskie lotnictwo otrzymało swój pierwszy samolot myśliwski z napędem odrzutowym Gloster Meteor. W 1953 Laskow wyjechał do Wielkiej Brytanii, gdzie przeszedł oficerskie szkolenie wojskowe. Studiował także filozofię, ekonomię i nauki polityczne na Uniwersytecie Oksfordzkim. Po powrocie do kraju w 1955 został mianowany zastępcą szefa Sztabu Generalnego Sił Obronnych Izraela. Podczas kryzysu sueskiego w 1956 dowodził 77 Dywizją, prowadzącą działania operacyjne na linii Rafah-Arisz-Al-Kantara. Po śmierci w katastrofie lotniczej szefa Południowego Dowództwa pułkownika Asafa Simchoniego, Laskow przejął jego obowiązki i dowodził podczas wycofywania wojsk z półwyspu Synaj.

### Szef Sztabu Generalnego
W dniu 29 stycznia 1958 Chajjim Laskow został powołany na szefa Sztabu Generalnego Sił Obronnych Izraela.
W tamtym okresie terytorium państwa Izrael było nieustannie nękane ostrzałem artyleryjskim ze strony Syrii. Dochodziło także do różnych incydentów na granicach z Egiptem i Jordanią. Ten okres względnego spokoju Siły Obronne Izraela wykorzystywały do wzmocnienia swojego potencjału militarnego. Wprowadzono do służby pierwszy izraelski okręt podwodny, odrzutowe samoloty myśliwsko-bombowe Dassault Super Mystère, a w grudniu 1960 uruchomiono reaktor jądrowy w tajnym ośrodku położonym w pobliżu miasta Dimona na pustyni Negew. Służbę swoją Laskow zakończył w dniu 1 stycznia 1961.

## Kariera zawodowa
Po wycofaniu się ze służby wojskowej, Laskow został dyrektorem państwowego przedsiębiorstwa zarządzającego portami morskimi. Nadzorował budowę i otwarcie Portu Aszdod. Przez cały czas kontynuował pisanie podręczników do szkolenia wojskowego, publikował także artykuły w czasopismach o tematyce wojskowej.
W latach 1972–1982 Laskow był rzecznikiem praw obywatelskich żołnierzy. Zmarł w 1982.